# Saul António Gomes
Saul António Gomes Coelho da Silva (Leiria, 1963) é um professor universitário e historiador português que se tem dedicado especialmente às temáticas da História Local da Alta Estremadura, da História Religiosa, da Paleografia, da Diplomática, da Sigilografia e da Codicologia.

## Biografia
Licenciou-se em História, pela Faculdade de Ciências Sociais e Humanas da Universidade Nova de Lisboa, em 1985.
Em 1989 obteve o título de Mestre em História Medieval pela mesma faculdade.
Doutorou-se no ano 2000, na especialidade de História Medieval, pela Universidade de Coimbra, onde realizou as suas provas públicas, defendendo a dissertação intitulada "In Limine Conscriptionis. Documentos, Chancelaria e Cultura no Mosteiro de Santa Cruz de Coimbra (Séculos XII a XIV)".
Lecciona, desde 1987, na Faculdade de Letras da Universidade de Coimbra, onde, desde 2009, é Professor Associado com agregação.
É membro correspondente da Academia Portuguesa da História, colaborador do Centro de Estudos de História Religiosa da Universidade Católica Portuguesa e investigador do Centro de História da Sociedade e da Cultura da Universidade de Coimbra.
Em 1999 foi galardoado com o Prémio Gulbenkian de Ciência, pela sua obra: "Intimidade e Encanto. O Mosteiro Cisterciense de Santa Maria de Cós" em co-autoria com Cristina Pina e Sousa.

## Obras publicadas
Tem mais de uma centena de trabalhos historiográficos publicados, entre os quais se destacam os seguintes livros:
- Mosteiro de Santa Maria da Vitória no Século XV
- A Comunidade Judaica de Coimbra Medieval
- Introdução à História do Castelo de Leiria
- Porto de Mós. Colectânea Histórica e Documental. Séculos XII a XIX
- D. Afonso V, o Africano
- Vésperas Batalhinas. Estudos de História e Arte
- In Limine Conscriptionis. Documentos, Chancelaria e Cultura no Mosteiro de Santa Cruz de Coimbra
- As cidades têm uma História: Caldas da Rainha das origens ao século XVIII
- Intimidade e Encanto: O Mosteiro Cisterciense de Santa Maria de Cós
- Visitações a Mosteiros Cistercienses em Portugal: Séculos XV e XVI
- Fontes Históricas e Artísticas do Mosteiro e da Vila da Batalha: Séculos XIV a XVII
- Introdução à Sigilografia Portuguesa: Guia de estudo

## Prémios e Distinções
- Calouste Gulbenkain — História Regional e Local 2004 (Academia Portuguesa da História e Fundação Calouste Gulbenkian)
- Prémio Ciência da Fundação Calouste Gulbenkian 1999 (Fundação Calouste Gulbenkian)
- Obra Literária - Leiria 1998 (Jornal Região de Leiria)
- Prémio "Livro Local do Ano 1996" (Rádio Clube de Leiria)
- Medalha de Prata de Mérito Cultural 1995 (Câmara Municipal da Batalha)
- Defesa Nacional 1992 (Ministério da Defesa e Sociedade Histórica da Independência)
- Calouste Gulbenkian - “Porto de Mós. Colectânea Histórica e Documental. Séculos XII a XIX”, 2005 - (Academia Portuguesa da História e Fundação Calouste Gulbenkian)
- Medalha de Mérito Cultural, Garau Ouro, 2006, Camara Municipal de Porto de Mós